# Real Estate
Real Estate é uma banda norte-americana formada no ano de 2009 em Ridgewood, Nova Jérsei.

## História
A banda formou-se no ano de 2009 quando o vocalista e guitarrista Martin Courtney, o baixista Alex Bleeker, o guitarrista Matthew Mondanile e o baterista Etienne Pierre Duguay se juntaram para criar a banda. Mais tarde, já em 2011, juntou-se ao grupo Jonah Maurer na guitarra e teclado e Jackson Pollis substituiu Etienne Duguay na bateria.
Após o lançamento do seu primeiro álbum Real Estate em 2009, a banda iniciou uma série de tours acompanhando bandas como Girls, Kurt Vile, Woods e Deerhunter em vários festivais e salas por todo o mundo.
Em 2011, já através da editora Domino Records, a banda lançou o seu segundo álbum Days.

## Estilo e influências
A sonoridade dos Real Estate é frequentemente associada a estilos indie rock, dream pop e psicadélico e a banda diz-se influenciada por nomes como Paul Mccartney, Doobie Brothers, The Feelies, The Clean e Julian Lynch.

## Discografia

### Álbuns de estúdio
- Real Estate (2009)
- Days (2011)
- Atlas (2014)
- In Mind (2017)

### Oficiais
- «Real Estate». MySpace da banda
- «Twitter». Real Estate no Twitter
- «Real Estate Blog». Blogspot